# Анастасия Михайловна
Анастасия Михайловна (16 (28) июля 1860, Петергоф — 11 марта 1922, Эз, Франция) — великая княжна, дочь великого князя Михаила Николаевича и Ольги Федоровны, внучка Николая I и двоюродная сестра Александра III по мужской линии. Бабушка Фредерика IX по материнской линии и, соответственно, прабабушка королевы Дании Маргрете II.

## Биография
Все детство Анастасия провела в Тифлисе, так как её отец был наместником на Кавказе. Будучи единственной дочерью, она была окружена любовью шести братьев.
Великий Князь Константин Николаевич (1827—1892) записал в дневнике сразу после рождения Августейшей племянницы:

 «Видел Настю, которая редкой красоты ребёнок». — Великий Князь Романов Константин Николаевич

### Замужество
12 (24) января 1878 года Анастасия вышла замуж за великого герцога Мекленбург-Шверинского Фридриха Франца III (1851—1897). Это был выгодный брак из династических соображений. Однако девушку смущало слабое здоровье жениха и сыпь из-за экземы на лице. Супруг приходился великой княжне троюродным племянником, их общим предком был российский император Павел I, а также троюродным братом: их бабки по отцовским линиям были дочерьми прусского короля Фридриха Вильгельма III и королевы Луизы, принцессы Мекленбург-Стрелицкой.

"Анастасия, высокая, стройная и темноволосая, в тяжелом платье из серебряной парчи, была изумительно хороша, когда император Александр II повел её во главе свадебного шествия, в котором приняли участие представители всех царствующих Домов Европы, через залы Зимнего дворца в дворцовую церковь … ". «Прозвучал сигнал к отходу поезда, — вспоминал потом младший брат невесты, великий князь Александр Михайлович, — и мы потеряли нашу Анастасию из вида. Моя мать разрыдалась, отец нервно перебирал в руках свои перчатки … Бессердечный закон, вынуждавший членов российского императорского Дома вступать в брак с представителями иностранных владетельных домов, забрал из нашей семьи свою первую жертву».— великий князь Романов Александр Михайлович
Когда молодожёны прибыли в Шверин, Анастасии не разрешили устроиться согласно её собственному вкусу. Она нашла шверинский двор слишком строгим и старомодным. Плохое здоровье её мужа было прекрасным оправданием для того, чтобы проводить как можно больше времени вне Шверина. Они жили в южной Италии и Франции, где был подходящий климат для её мужа.
Смерть свёкра Анастасии в 1883 году вынудила супругов вернуться в Шверин, где Фридрих Франц стал правящим великим герцогом. Сначала Анастасия наслаждалась её новым положением и обосновалась с роскошью в Шверинском замке. Однако вскоре она захотела вернуться в Италию или Францию. Анастасия поехала в Канны, где между 1887 и 1889 годами её муж строил для неё большой дворец в итальянском стиле. Своих детей Анастасия растила в большей свободе, чем росла сама, и всю жизнь поддерживала с ними близкие отношения. Она хорошо играла в теннис, любила театр и итальянскую музыку. Также на протяжении всей жизни Анастасия увлекалась азартными играми, была постоянной посетительницей казино в Монте Карло.
В 1897 году Фридрих Франц, и так не отличавшийся здоровьем, умер при необычных обстоятельствах. Вероятно, он покончил с собой. После смерти мужа Анастасия редко посещала Шверин, она предпочла жить на Французской Ривьере или гостить в Санкт-Петербурге, Париже или Лондоне.
В 1898 году в Шверине издана книга о великом герцоге Фридрихе Франце III. Её автор, профессор Карл Шредер, в течение многих лет руководивший научным отделом правительственной библиотеки Мекленбург- Шверина и лично знавший великого герцога, посвятил своё произведение его вдове, русской великой княгине. Перед выходом книги в свет он прислал Анастасии Михайловне письмо следующего содержания:

«Ваше Высочество оказали мне милость, дав согласие на посвящение моей книги Вам. Кто мог бы иметь на это большее право, как не Вы, спутник жизни благословенного господина, верная сиделка в течение многих лет его болезни!».— письмо профессора Карла Шредера
В ответ вдова великого герцога написала:

«Дорогой профессор Шредер! Посвящение мне Вашей книги о моём супруге я приняла с благодарностью. Мне очень дорого, что через это посвящение моё имя будет связано с человеком, от которого я получила всё счастливое и доброе, что имела в жизни. Преданная Вам Анастасия».— ответ великой княгини Анастасии Михайловны
В Париже она познакомилась с Владимиром Александровичем Пальтовым, который стал её секретарем. От него она забеременела. Сначала она говорила, что растущий живот это результат опухоли. На последних месяцах беременности Анастасия заявила, что подхватила ветряную оспу, и должна быть изолирована. В декабре 1902 года у неё родился сын, названный Алексисом Луи и получивший титул графа де Венден от короля Дании Кристиана IX.
С началом Первой мировой войны Анастасия как немецкая великая герцогиня не могла остаться во Франции, так как страна находилась в состоянии войны с Германией, не могла она и вернуться в Шверин, ставший врагом её родной России. Поэтому она решила обосноваться в нейтральной Швейцарии. После войны она вернулась во Францию.
Великая герцогиня умерла в Эз 11 марта 1922 года в возрасте 61 года. Погребена в Людвигслюсте (Германия) рядом с мужем.
Матильда Кшесинская так описывает её смерть:

«Через три недели мы понесли тяжкую утрату в лице Великой Княгини Анастасии Михайловны, которая скоропостижно скончалась на своей вилле „Фантазия“ в Эзе 26 февраля (11 марта) 1922 года. Никто не мог ожидать, что её не станет так скоро. За два дня до кончины мы её видели весёлой и жизнерадостной. Её старая и преданная горничная Ольга вызвала нас, прося немедленно приехать, так как Великая Княгиня опасно заболела. Когда мы приехали, то Великая Княгиня лежала без сознания, но с открытыми глазами. Узнала ли она нас, неизвестно, она ничем этого не проявила. Её личный секретарь держал зеркало у губ, чтобы проверить, дышит ли она. Вдруг она глубоко вздохнула, и настал конец. Мы все стояли на коленях кругом её постели и молились. Мы закрыли ей глаза. Вова впервые видел кончину и не хотел верить, что его дорогой друг, с которой он за два дня до того весело провел вечер, могла так внезапно скончаться. Для него это было большим горем, так как с его раннего детства она проявляла к нему много сердечного внимания. Эти два года она наполняла нашу жизнь своей весёлостью и лаской. Через два часа из Канн прилетел как сумасшедший молодой Лидс со своей женой Ксенией Георгиевной и нашим старым священником отцом Остроумовым, который от безумной езды был еле жив. На следующий день из Парижа приехал Великий Князь Александр Михайлович, брат покойной. Старшая дочь Великой Княгини, Королева Датская Александрина, вскоре приехала. Мы с ней провели несколько дней на вилле „Фантазия“, и я помогала ей разбирать все мелочи, оставшиеся после покойной, и откладывать то, что она хотела взять с собою. (…) Гроб с останками Великой Княгини был перевезен в Канны, в нашу церковь, а затем был отправлен в Мекленбург для погребения в семейном склепе».— воспоминания Матильды Феликсовны Кшесинской

### Дети
Дети в браке:
- Александрина (1879—1952), замужем за королём Дании Кристианом X:
  - Фредерик IX (1899–1972), женат на Ингрид Шведской;
  - Кнуд, принц Датский (1900–1976), женат на Каролине Матильде Датской.
- Фридрих Франц IV (1882—1945), последний правивший великий герцог Мекленбург-Шверинский (отрёкся в 1918):
  - Фридрих Франц (1910—2001);
  - Христиан Людвиг (1912—1996);
  - Ольга (1916—1917);
  - Тира (1919—1981);
  - Анастасия (1922—1979).
- Цецилия (1886—1954), замужем за Прусским кронпринцем Вильгельмом:
  - Вильгельм (1906—1940);
  - Луи Фердинанд (1907—1994), женат на княжне Кире Кирилловне;
  - Губерт (1909—1950);
  - Фридрих (1911—1966);
  - Александрина (1915—1980);
  - Цецилия (1917—1975).

Сын от Владимира Александровича Пальтова (1874—1944):
- Алексис Луи (1902—1976), граф де Венден, женился на Полетт Се в 1929 году. У них было две дочери:
  - Ксения Анастасия Жермен Луи де Венден (род. 1930) она вышла замуж за Алена Брюле;
  - Анастасия Александрин Пол Луи де Венден (1935–1995).

## Память
Основанная в 1865 году станица Анастасиевская в Краснодарском крае названа в честь великой княгини.